# María Jesús Rosa
María Jesús Rosa (* 20. Juni 1974 in Madrid; † 18. Dezember 2018) war eine spanische Boxsportlerin.
Rosa war WIBF-Weltmeisterin im Junior-Fliegengewicht. Bekannt in Deutschland wurde sie durch ihren Kampf um den WIBF-Weltmeistertitel gegen Regina Halmich am 10. September 2005 in Karlsruhe, den sie nur knapp nach Punkten verlor, was gleichzeitig ihre erste Profi-Niederlage bedeutete.
Im Dezember 2018 erlag sie im Alter von 44 Jahren den Folgen einer Krebserkrankung.